# دايني سانت كلير
دايني سانت كلير هو لاعب كرة قدم كندي في مركز حراسة المرمى، ولد في 9 مايو 1997 في بيكرينغ في كندا. لعب مع مينيسوتا يونايتد ونادي سان أنطونيو ونادي فورورد ماديسون.

## وصلات خارجية
- دايني سانت كلير على موقع الدوري الأمريكي (الإنجليزية)
- دايني سانت كلير على موقع قاعدة بيانات كرة القدم.إي يو (الإنجليزية)
- دايني سانت كلير على موقع ناشيونال فوتبول تيمز (الإنجليزية)
- دايني سانت كلير على موقع Soccerway.com (الإنجليزية)
- دايني سانت كلير على موقع عالم كرة القدم.نت (الإنجليزية)